# 小畑川 (岐阜県)
小畑川（おばたがわ）は、木曽川水系の一級河川。岐阜県養老郡養老町を流れる。杭瀬川・牧田川・揖斐川を経て伊勢湾に至る木曽川の4次支川。

## 概要

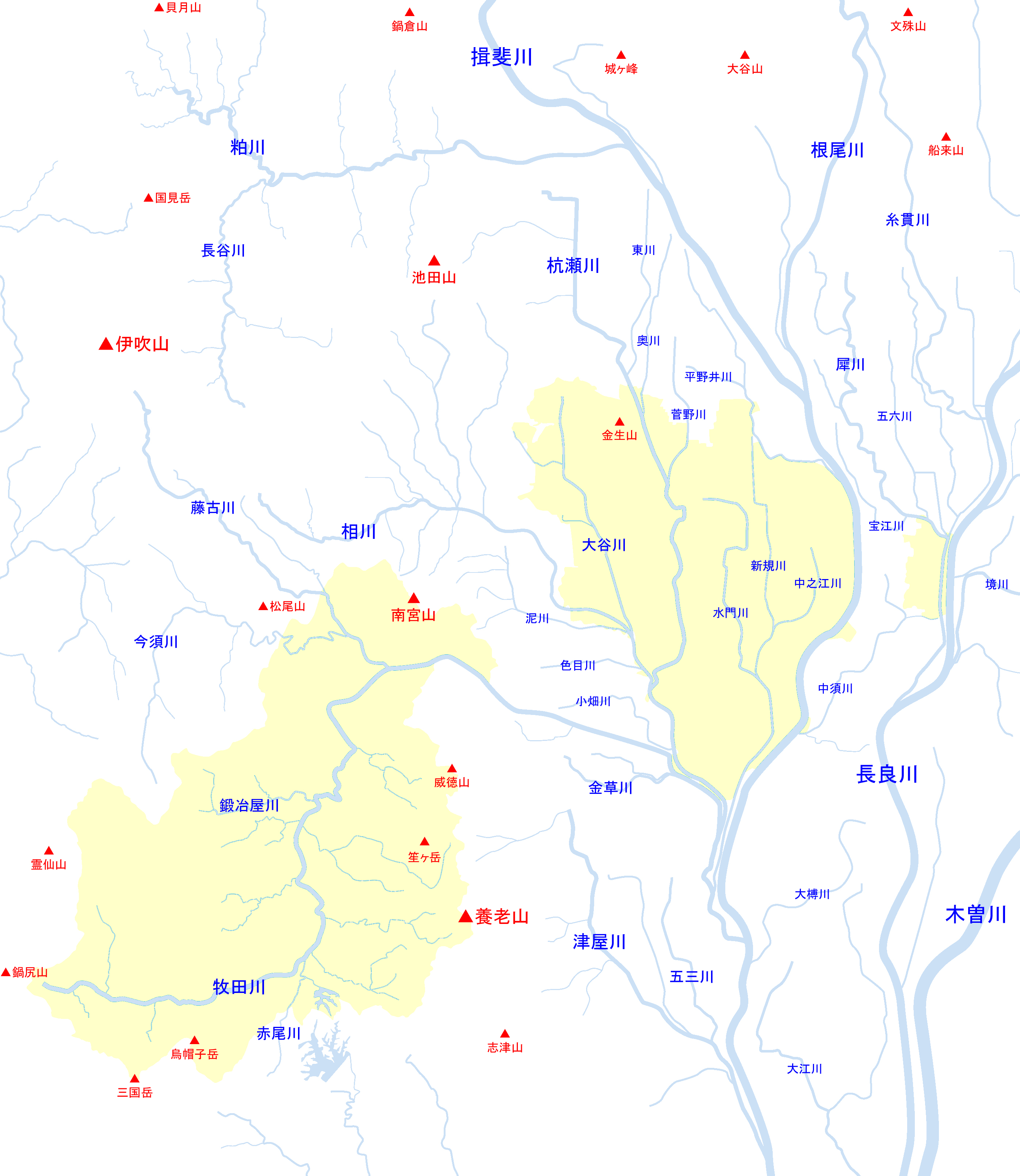
大垣市周辺河川の位置関係図

養老町金屋を水源として北東へ流れ養老町祖父江で南に流路を変えの色目川排水機場より相川へ合流する。目立つ支流は無い。
牧田川扇状地の湧水を水源としており流量が少なく、上流部の降水による水害は少ないが流域全体を通じて高度差が少ないため合流先の杭瀬川の水位上昇に伴う逆流が起きることによる水害が多くあった。
北側は色目川との間に蛇持輪中、南側は牧田川との間に飯積輪中が存在した。